# Římskokatolická farnost Holedeček
Římskokatolická farnost Holedeček (lat. Holleticium) je církevní správní jednotka sdružující římské katolíky na území obecní části Holedeček a v jejím okolí. Organizačně spadá do lounského vikariátu, který je jedním z 10 vikariátů litoměřické diecéze. Centrem farnosti je kostel svatého Bartoloměje v Holedečku.

## Historie farnosti
Již před rokem 1346 byla v místě plebánie. Po husitských válkách území farnosti spadalo pod Žatec a od roku 1785 byla v místě lokálie. Farnost byla pak kanonicky obnovena roku 1788. Od tohoto roku jsou také vedeny matriky.

### Duchovní správcové vedoucí farnost
Začátek působnosti jmenovaného v duchovní správě farnosti od:
- 1785 cap. loc. Norbert. Löhmann O. Praem., n. 18. 6. 1750 Karbitz, o. 1774, † 3. 8. 1823
- 1817 Gotthard. Durdik O. Praem., n. 19. 4. 1783 Jungbunzlau
- 1820 Michael Fischer O. Praem., n. 18. 1. 1783 Iglau, o. 16. 8. 1807
- 1825 Lucas Pannhans O. Praem., n. 19. 7. 1795 Schmiedebergens. o. 25. 3. 1820, † 6. 3. 1837
- 1838 Evermod. Batka O. Praem., n. 16. 5. 1797 Joannesberg (Slezsko) o. 12. 8. 1824
- 1839 Alexius Hallisch O. Praem., n. 31. 7. 1801 Saaz, o. 12. 8. 1827, † 16. 3. 1878
- 1874 Milo Leop. Schornboeck O. Praem., n. 24. 11. 1825 Iglau, o. 31. 7. 1853
- 1876 Roman. Philipp. Maade O. Praem., n. 26. 7. 1832 H. Králové, o. 3. 8. 1856
- 1877 Nepomuc. Carol. Kralik O. Praem., n. 7. 1. 1834 Milovice, o. 29. 7. 1858, † 11. 10. 1908
- 30. 9. 1880 Vitus Matth. Runt O. Praem., n. 23. 9. 1835 Prag., o. 24. 7. 1859, † 7. 8. 1907
- 31.3. 1883 Erhard. Julius Gregor O. Praem., n. 10. 1. 1837 Schwarzkostelec, o. 28. 7. 1861, † 25. 6. 1895
- 29. 6. 1887 Alex. Heinz Beckert O. Praem., n. 21. 5. 1847 Leipa, o. 14. 7. 1872, † 1914
- 28. 4. 1897 Salesius Jos. Šetka O. Praem., n. 16. 3. 1861 Neuhaus, o. 15. 7. 1884, † 1926
- 1. 8. 1901 Milo Frieder. Vašta O. Praem., n. 6. 3. 1862 Božetic, o. 1886, † 1930
- 1. 7. 1906 Aegid. Car. Stárek O. Praem., n. 4. 3. 1862 Burgstadtl-Rat. o. 4. 7. 1889
- 1. 12. 1910 Adalb. Vinc. Frejka O. Praem., n. 18. 5. 1860 Doly, o. 5. 7. 1885, † 17. 2. 1937
- 1. 12. 1911 Egon Jos. Maur O. Praem., n. 23. 6. 1879 Pilsen, o. 29. 6. 1905
- 1. 11. 1914 Albertus Vítěz O. Praem., n. 13. 10. 1881 Prerau, o. 29. 6. 1905
- 1. 7. 1921 Aegid. Car. Stárek O. Praem., n. 4. 3. 1862 Hory Ratiborské, o. 4. 7. 1889, † 10. 3. 1933
- 22. 12. 1929 Ernest. Jos. Voves O. Praem., n. 21. 4. 1889 Prag, o. 6. 7. 1913
- 1. 4. 1932 Leop. Joann. Zvolánek O. Praem., n. 30. 9. 1892 Iglau, o. 8. 7. 1917
- 1. 7. 1938 par. vacat, admin. exc. Tibor Franc. Hollós O. Praem.
- 1. 10. 1939 Alfons. Joann. Monert O. Praem., n. 19. 3. 1894 Neprowitz, o. 13. 7. 1919
- 1. 6. 1945 Jan Hroznata Svatek O. Praem.
- 15. 9. 1945 Alois Josef Peterka O. Praem.
- 1. 11. 1990 Jaroslav Saller CSsR
- 24. 10. 1996 Libor Švorčík
- 1. 8. 1998 Josef Augustin Špaček O. Praem.
- 1. 9. 2001 Vilém Marek Štěpán, O.Praem., admin. exc. z Liběšic u Žatce[3]

Kromě kněží stojících v čele farnosti, působili ve farnosti v průběhu její historie i jiní kněží. Většinou pracovali jako farní vikáři, kaplani, katecheté, výpomocní duchovní aj.

## Území farnosti
Do farnosti náleží území obce:
- Holedeč (Gross Holetitz,[2] Grossholletitz[4])[p 2]
- Holedeček (Klein Holetitz,[2] Kleinholletitz[4])[p 2]
- Stránky (Tronitz)[p 2]
- Veletice (Weletitz,[2] Welletitz[4])[p 2]

## Římskokatolické sakrální stavby na území farnosti
| | Fotografie | Stavba                 | Místo     | Bohoslužby                      | Zeměpisné souřadnice             | Status       | Číslo kulturní památky           |
| Kostel | Kostel     | Kostel                 | Kostel    | Kostel                          | Kostel                           | Kostel       | Kostel                           |
| --- | ---------- | ---------------------- | --------- | ------------------------------- | -------------------------------- | ------------ | -------------------------------- |
| 1. |            | Kostel sv. Bartoloměje | Holedeček | bližší informace o bohoslužbách | 50°17′2″ s. š., 13°33′37″ v. d.  | farní kostel | 43565/5-1132 (Pk•MIS•Sez•Obr•WD) |
| Kaple |            |                        |           |                                 |                                  |              |                                  |
| 2. |            | Kaple                  | Veletice  | bohoslužby příležitostně        | 50°17′47″ s. š., 13°34′25″ v. d. | obecní kaple | —                                |
| Některé drobné sakrální stavby a pamětihodnosti lze dohledat zde v databázi Drobné sakrální památky Zaniklé sakrální stavby lze dohledat zde v databázi Poškozené a zničené kostely, kaple a synagogy v České republice |            |                        |           |                                 |                                  |              |                                  |

Ve farnosti se mohou nacházet i další drobné sakrální stavby, místa římskokatolického kultu a pamětihodnosti, které neobsahuje tato tabulka.

## Příslušnost k farnímu obvodu
Z důvodu efektivity duchovní správy byl vytvořen farní obvod (kolatura) farnosti Liběšice u Žatce, jehož součástí je i farnost Holedeček, která je tak spravována excurrendo.